# مالی پایالپان
مالی پایالپان (انگلیسی: Maly Payalpan) یک کوه آتشفشانی در شبه‌جزیره کامچاتکای کشور روسیه است.